# Crillon-le-Brave
Crillon-le-Brave é uma comuna francesa na região administrativa da Provença-Alpes-Costa Azul, no departamento de Vaucluse. Estende-se por uma área de 7,63 km². Em 2010 a comuna tinha 492 habitantes (densidade: 64,5 hab./km²).